# Je 'o tteng e t'o ddòng'
Je 'o tteng e t'o ddòng' è un singolo del produttore italiano Bawrut con il cantante napoletano Liberato, pubblicato il 27 luglio 2021 come estratto dall'album di Bawrut In the Middle.

## Tracce
Testi e musiche di Bawrut e Liberato.
1. Je 'o tteng e t'o ddòng' – 4:46